# Перекрёстный удар
Перекрёстный удар или кросс (от англ. cross «крест») — разновидность встречного удара, которая относится к числу наиболее сильных контратакующих действий. Удар наносится в момент атаки противника, при которой бьющая рука проходит над рукой соперника. Чаще всего правый кросс исполняется через левую руку соперника, и наоборот — левый кросс через правую руку; цель удара — голова.

## Техника выполнения

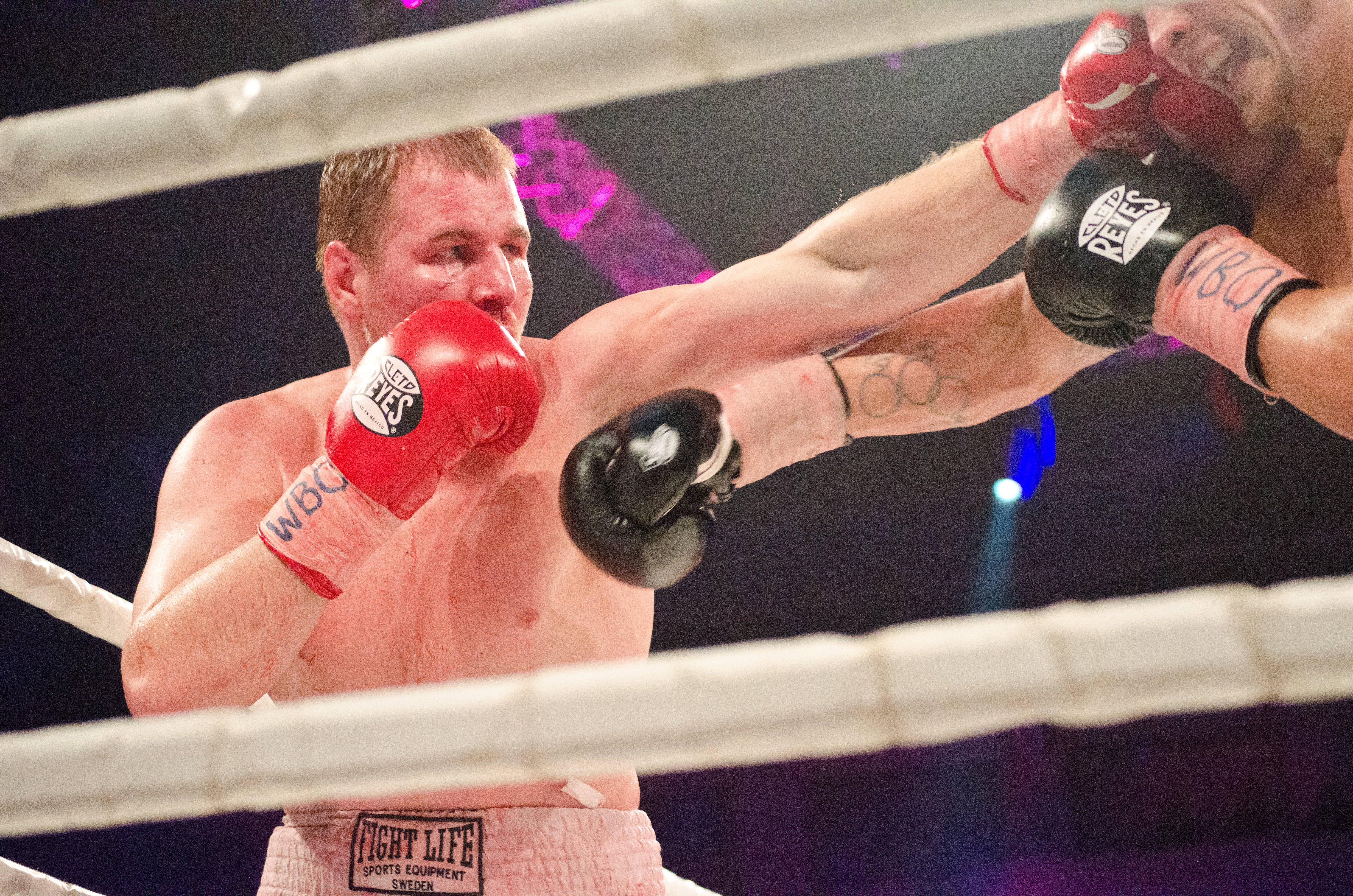
Один из наиболее часто исполняемых перекрёстных ударов — левый кросс через правую руку соперника

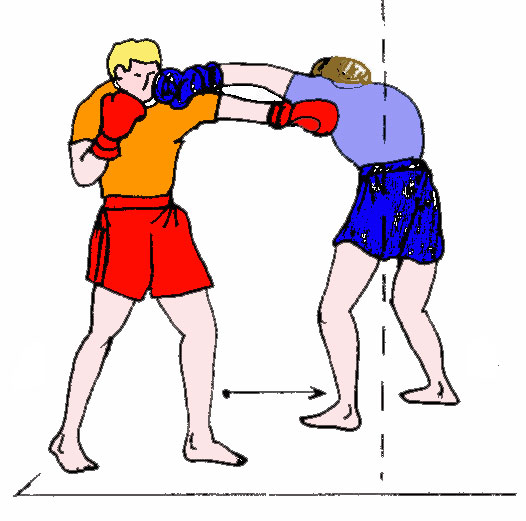
Перекрёстный удар, редкая ситуация — левый кросс через левую руку соперника

Выполнение удара начинается с резкого срыва кулака из исходного положения. Одновременно производится толчок задней ногой и начинается движение туловища вперёд с переносом веса на переднюю ногу. Удар может выполняться с шагом вперёд или с места с переносом веса тела на переднюю ногу.